# روجر واتسون (أكاديمي)
روجر واتسون  (بالإنجليزية: Roger Watson)‏ (من مواليد 20 نوفمبر 1955) أكاديمي بريطاني. وهو أستاذ التمريض في جامعة هال. يشغل منصب رئيس تحرير مجلة التمريض المتقدم  ورئيس تحرير التمريض المفتوح  وهو عضو في هيئة تحرير مجلة ويكي للطب . وهو يشغل وضائف الزيارة في سلوفانيا،  أستراليا،  هونج كونج،  أيرلندا  وإيطاليا.  وقد شغل منصب عضو في الفريق الفرعي لممارسة تقييم الأبحاث في المملكة المتحدة لعام 2008  و في عام 2014 في إطار التميز البحثي في المملكة المتحدة.  وكان الرئيس المؤسس للجنة التمريض لانسيت  ، وهو عضو مؤسس في الفريق الاستشاري العالمي لمستقبل التمريض. 

## التعليم
واتسون ممرض مسجل (مستشفى St George's بلندن)، حاصلة على درجة البكالوريوس في العلوم البيولوجية من جامعة إدنبرة، ودكتوراه في الكيمياء الحيوية من جامعة شيفيلد.

## الحياة المهنية
منطقة واتسون السريرية هي تمريض الشيخوخة مع اهتمام خاص بالتغذية وصعوبات التغذية لكبار السن المصابين بالخرف. أدت أبحاثه في التخفيف من صعوبة التغذية لدى الأشخاص الذين يعانون من الخرف إلى تطوير مقياس «تقييم تغذية أدنبرة في الخرف». واتسون من دعاة تطبيق مقياس موكين(Mokken scaling) في أبحاث التمريض  وقد ساهم أيضًا في فهم التطبيق العام لمقياس موكين وتأثير حجم العينة على العوامل المتغيرة في مقياس موكين 

### الجوائز والتقدير
واتسون هو زميل الكلية الملكية للتمريض (2009)  ، والأكاديمية الأمريكية للتمريض (2007)  ، والكلية الملكية للأطباء في إدنبرة (2014) ،  الجمعية الملكية لعلم الأحياء (2001) ؛ سابقا معهد علم الأحياء) ، زميل الجمعية الملكية للفنون (2001) ، وزميل أكاديمية التعليم العالي (2007) ، وزميل الكلية الملكية للجراحين في أيرلندا كلية التمريض والقبالة (2009) والمؤتمر الوطني للأساتذة الجامعيين (2018).  في عام 2017 ، تم تعيين واتسون عضوا في قاعة مشاهير الباحثين في جامعة سيجما ثيتا تاو الدولية.  في عام 2017 ، ألقى واتسون محاضرة إلسي ستيفنسون التذكارية السنوية في جامعة أدنبرة.  بعد الخدمة العسكرية كقائد كتيبة الجيش الملكي الطبية (v) في حرب الخليج الأولى مع 205 من المشفى العام للجيش الملكي في الجيش الطبي (RAMC)(v)(الآن 205 مستشفى ميداني ) حصل واتسون على ميدالية الخليج، وميدالية تحرير الكويت (المملكة العربية السعودية) ، وميدالية تحرير الكويت (الكويت).

## الحياة الشخصية
ولد لمارغريت ماكابي وويليام موريسون واتسون واتسون هو تلميذ سابق في أكاديمية بانشوري، واتسون هو شاعر هايكو له مدخلات في كتاب مختارات الحي هايكو  مختارات سينريو الحية  ومكتب تسجيل هايكو في مؤسسة هايكو.  في عام 2018 تم اختياره من بين أفضل 100 مؤلف كتاب هايكو في أوروبا.  وهو متزوج من ديبورا واتسون (née Yould) ولديهما ثمانية أطفال.

## بيبلوجرافيا
لدى واتسون 480 منشورًا مدرجًا على موقع ويب للعلوم تم الاستشهاد به أكثر من 3500 مرة، مما أعطاه فهرسًا بلغ 34 مؤلفًا. ومقالاته الثلاثة الأكثر ذكرًا هي:
- Watson، R؛ Stimpson، A؛ Topping، A؛ Porock، D (2002). "Clinical competence assessment in nursing: a systematic review of the literature". Journal of Advanced Nursing. ج. 39 ع. 5: 421–431. DOI:10.1046/j.1365-2648.2002.02307.x.
- Deary، IJ؛ Watson، R؛ Hogston، R (2003). "A longitudinal cohort study of burnout and attrition in nursing students". Journal of Advanced Nursing. ج. 43 ع. 1: 71–81. DOI:10.1046/j.1365-2648.2003.02674.x. PMID:12801398.
- Watson، R؛ Stimpson، A؛ Hostick، T (2004). "Prison health care: a review of the literature". International Journal of Nursing Studies. ج. 41 ع. 2: 119–128. DOI:10.1016/S0020-7489(03)00128-7. PMID:14725776.